# Dynamine motacilla
Dynamine motacilla är en fjärilsart som beskrevs av Johannes Karl Max Röber. Dynamine motacilla ingår i släktet Dynamine och familjen praktfjärilar. Inga underarter finns listade i Catalogue of Life.